# Nancy Soderberg
Nancy Soderberg (Nantucket, 13 de marzo de 1959) es una abogada, diplomática, lobista y estratega de política exterior de Estados Unidos, que sirvió en varios niveles altos en la administración Clinton. En la actualidad es presidenta del The Connect U.S. Fund en Washington DC, y reside en Jacksonville (Florida), donde es profesora distinguida visitante en la Universidad del Norte de Florida.
El 21 de junio de 2012, Soderberg anunció su candidatura al distrito n.º 4 del Senado de Florida, que comprende partes de los condados de Duval y de Nassau (en Florida). Escribe y comenta regularmente en los medios de comunicación nacionales e internacionales, acerca de la política exterior de su país.
De 1993 a 1997 fue la tercera funcionaria de más alto rango en el Consejo de Seguridad Nacional; y, trabajó como representante de Asuntos Políticos Especiales en la misión estadounidense en las Naciones Unidas, con rango de embajadora. Además, fue una asesora clave del presidente Bill Clinton en las negociaciones del proceso de paz en Irlanda del Norte.
En 1992, sirvió como Directora Adjunta en la transición de la Oficina de Seguridad Nacional del Pte. Clinton; y, como asesora de política exterior del senador Edward M. Kennedy.
En 1980, se graduó por la Universidad Vanderbilt, y luego en 1984 en la Escuela E.A. Walsh de Servicio Exterior de la Universidad Georgetown.
En 2007, Soderberg sirvió como asesora de política exterior del Alcalde de Nueva York, Michael Bloomberg.

## Obra
Fue autora del libro The superpower myth: the use and misuse of american might (‘el mito del superpoder: el uso y el abuso del poderío estadounidense’).
Su segundo libro, con Brian Katulis, The prosperity agenda: what the world wants from America―and what we need in return (‘la agenda de la prosperidad: lo que el mundo necesita de Estados Unidos, y lo que nosotros necesitamos a cambio’) se publicó en julio de 2008.

## Años recientes
Soderberg trabajó como presidenta de The Connect U.S. Fund y copresidenta de la ATFA (American Task Force Argentina: ‘grupo de tareas estadounidense sobre Argentina’), entidad «creada específicamente para atacar y difamar a la República Argentina y a su presidenta», en ese entonces Cristina Fernández de Kirchner.
En enero de 2012, el presidente Barack Obama nombró a la embajadora Soderberg como presidenta de la Junta de Desclasificación de Interés Público, siendo confirmada en noviembre del mismo año.